# آرجون ردی
آرجون ردی (به انگلیسی: Arjun Reddy) فیلمی محصول سال ۲۰۱۷ و به کارگردانی ساندیپ وانگا است. در این فیلم بازیگرانی همچون ویجی دوراکوندا و شالینی پاندی ایفای نقش کرده‌اند.